# 长距大理翠雀花
长距大理翠雀花（学名：[Delphinium taliense var. dolichocentrum] 错误：{{Lang}}：文本有斜体标记（帮助））为毛茛科翠雀属下的一个变种。

## 扩展阅读
- 維基物種上的相關：长距大理翠雀花